# Isla Scrub (Islas Vírgenes Británicas)
La Isla Scrub (en inglés: Scrub island) es una de las islas del archipiélago de las Islas Vírgenes Británicas en el Caribe y que es parte de las Antillas Menores, un grupo de islas volcánicas jóvenes o islas de coral. En ella se localiza un complejo turístico llamado "Scrub Island Resort Marina and Spa". Posee villas que están en las zonas más privadas de la isla, un gimnasio abierto las 24 horas, una tienda, un mercado gourmet y una tienda de buceo.
Scrub está ubicada a aproximadamente 74 millas (119 kilómetros) al este de Puerto Rico (este de Fajardo), 28 millas (45 km) al NE de Charlotte Amalie, St. Thomas, Islas Vírgenes de EE. UU., y a 1,66 millas  (2.67 km) al norte de la bahía de Trellis.